# Gordon (Pennsylvania)
Gordon ist eine Stadt im Schuylkill County im US-Bundesstaat Pennsylvania in den Vereinigten Staaten. Das U.S. Census Bureau hat bei der Volkszählung 2020 eine Einwohnerzahl von 761 ermittelt.

## Verkehr
Die Interstate 81 verläuft im Süden der Stadt.

## Geschichte
Die Stadt wurde nach „David. F.. Gordon“, einem Richter, benannt. Die Poststation in Gordon wurde am 15. Juli 1858 mit J. Faust als erstem Postmeister eröffnet.

## Demographie
Nach der Volkszählung im Jahr 2000 lebten hier 781 Menschen in 312 Haushalten und 210 Familien. Die Bevölkerungsdichte betrug 478,6 Einwohner pro km². Ethnisch betrachtet setzte sich die Bevölkerung zusammen aus 98,72 % weißer Bevölkerung, 0,38 % amerikanischen Ureinwohnern, 0,26 % Asiaten, 0,26 % anderer Herkunft und 0,38 % Mischlinge. 0,51 % der Bevölkerung waren spanischer oder lateinamerikanischer Abstammung.
Von den 312 Haushalten hatten 33,7 % Kinder und Jugendliche unter 18 Jahre, die bei ihnen lebten. 51,9 % waren verheiratete, zusammenlebende Paare, 12,5 % waren allein erziehende Mütter und 32,4 % waren keine Familien. 30,4 % bestanden aus Singlehaushalten und in 18,3 % lebten Menschen im Alter von 65 Jahren oder darüber allein. Die Durchschnittshaushaltsgröße betrug 2,50 und die durchschnittliche Familiengröße lag bei 3,12 Personen.
Auf den gesamten Ort bezogen setzte sich die Bevölkerung zusammen aus 25,5 % Einwohnern unter 18 Jahren, 9,6 % zwischen 18 und 24 Jahren, 26,9 % zwischen 25 und 44 Jahren, 23,6 % zwischen 45 und 64 Jahren und 14,5 % waren 65 Jahre alt oder darüber. Das Durchschnittsalter betrug 38 Jahre. Auf 100 weibliche Personen kamen 96,2 männliche Personen. Auf 100 Frauen im Alter von 18 Jahren oder darüber kamen statistisch 96,0 Männer.
Das jährliche Durchschnittseinkommen eines Haushalts betrug 30.855 USD, das Durchschnittseinkommen der Familien betrug 40.714 USD. Männer hatten ein Durchschnittseinkommen von 28.125 USD, Frauen 21.354 USD. Das Prokopfeinkommen betrug 13.873 USD. 9,8 % der Familien und 11,3 % der Bevölkerung lebten unterhalb der Armutsgrenze (inklusive 12,2 % der Kinder und 11,1 % der über 65-Jährigen).